# Заслужений працівник сфери обслуговування Республіки Білорусь
«Заслужений працівник сфери обслуговування Республіки Білорусь» — почесне звання.

## Порядок присвоєння
Присвоєння почесних звань Республіки Білорусь здійснює Президент РБ. Рішення щодо присвоєння державних нагород оформляються указами Президента РБ. Державні нагороди, в тому числі
почесні, звання вручає Президент РБ або інші службовці за його вказівкою. Присвоєння почесних
звань РБ відбувається в урочистій атмосфері. Державна нагорода РБ вручається нагородженому особисто. У випадку
присвоєння почесного звання РБ з вручення державної нагороди видається посвідчення.
Особам, удостоєнних почесних звань РБ, вручають нагрудний знак.
Почесне звання «Заслужений працівник сфери обслуговування Республіки Білорусь» присвоюється високопрофесійним
працівникам організацій, які працюють в різних сферах обслуговування населення п'ятнадцять і більше років, за заслуги в наданні населенню торгових, побутових, житлових, комунальних та інших послуг, у розробці та вкоріненні
нових видів послуг, форм та методів обслуговування, в організації стійкого та якісного функціонування комунального
господарства, водозбору та водозабезпечення, служби отоплення, освітленні та охороні житлового фонду, в поширенні
та зміцненні матеріально-технічної бази організацій, підвищення рівня підготовки кадрів.